# Етсасте
Е́тсасте (ест. Etsaste küla) — село в Естонії, у волості Нио повіту Тартумаа.

## Населення
Чисельність населення на 31 грудня 2011 року становила 48 осіб.

## Географія
Через населений пункт проходить автошлях 22158 (Елва — Кінстлі).